# Semmipalayam
Semmipalayam é uma vila no distrito de Coimbatore, no estado indiano de Tamil Nadu.

## Demografia
Segundo o censo de 2001,  Semmipalayam  tinha uma população de 6188 habitantes. Os indivíduos do sexo masculino constituem 53% da população e os do sexo feminino 47%. Semmipalayam tem uma taxa de literacia de 69%, superior à média nacional de 59.5%: a literacia no sexo masculino é de 77% e no sexo feminino é de 60%. Em Semmipalayam, 10% da população está abaixo dos 6 anos de idade.